# Barrage de Dodurga (Sinop)
Cet article concerne le barrage de Dodurga dans la province de Sinop. Pour le barrage de Dodurga dans la province de Bilecik, voir barrage de Dodurga (Bilecik).
Le barrage de Dodurga est un barrage en Turquie dans la province de Sinop. Les eaux de la rivière de Çardak (Çardak Çayı) vont rejoindre la rivière Gökırmak affluent du fleuve Kızılırmak.

## Sources
- (tr) « Dodurga Barajı (Sinop) », sur Agence gouvernementale turque des travaux hydrauliques (DSİ)